# Suzuki motorkerékpárok listája

## Utcai motorok
- TS50X
- TS125R
- GT sorozat
- T series
- GS sorozat
- GS500E/F
- GSX sorozat
- GSX-R sorozat
- RF sorozat
- GSX-F / Katana sorozat
- GSF / Bandit sorozat
- VL 1500 Intruder LC / Boulevard C90
- VZ 800 Marauder / Boulevard M50
- VL 800 Volusia / Boulevard C50
- Suzuki VX 800
- SV650(S)
- SV1000(S)
- SW-1
- TL1000R
- TL1000S
- RC80
- RC100
- RG150/RGV150
- RG250 Gamma
- RGV250
- RG500
- FXR150
- GSX1100S-SZ, GSX750S-SF & GSX650 Katana
- DL 1000 V-Strom
- DL 650 V-Strom
- Hayabusa
- Boulevard S40
- Boulevard S50
- Boulevard S83
- EN 125cc 2a
- LS650 Savage
- VS 600/750/1400 Intruder
- Cavalcade
- GV700/GV1200 Madura
- RV 125 Van Van
- FR80 – Robogó
- FX110 – Robogó
- AN Burgman sorozat – Robogó
- Katana AY50 – Robogó
- TU250
- GN sorozat
- GZ125 Marauder
- GR650 Tempter
- Satria
- Raider 150

## Motokrossz/Off Road
- RM sorozat – 2 ütemű
- RM-Z sorozat – 4 ütemű
- DR sorozat – 4 ütemű
- DR-Z sorozat – 4 ütemű
- TRAIL 100cc TC100 – 2 ütemű
- TRAIL 120 B105P – 2 ütemű
- TS sorozat – 2 ütemű
- TC sorozat – 2 ütemű

## Prototípusok
- Stratosphere
- GSR400
- Skywave Type-S
- Boulevard M109R
- Address V50G
- GSX-R/4
- Biplane
- Nuda
- G-Strider